# Karl Klimm
Karl Klimm, auch Carl Klimm geschrieben, (* 1856; † 13. März 1924) war ein deutscher Architekt und kommunaler Baubeamter in Breslau.

## Leben
Klimm begann seine berufliche Tätigkeit als technischer Zeichner in der kommunalen Bauverwaltung unter den Stadtbauräten Johann Robert Mende und Richard Plüddemann, 1892 wurde er zum Ratsbaumeister, später zum Magistratsbaurat befördert.
Bis zu seinem Tod leitete er das Projektierungsbüro, beaufsichtigte die wichtigsten Bauvorhaben Breslaus und die Renovierungsarbeiten an den Baudenkmälern. Er plante selbständig oder in Zusammenarbeit mit anderen Architekten viele Bauvorhaben. Er verfasste auch viele Artikel in Fachzeitschriften und hielt Vorträge an der Breslauer Baugewerkschule. Im Dezember 1909 wurde er mit dem preußischen Roten Adlerorden 4. Klasse ausgezeichnet.
Bei seinen Projekten bediente sich Klimm verschiedener historischer Stile, seit etwa 1900 verwendete er auch Jugendstilmotive.

## Bauten und Entwürfe

### In Breslau

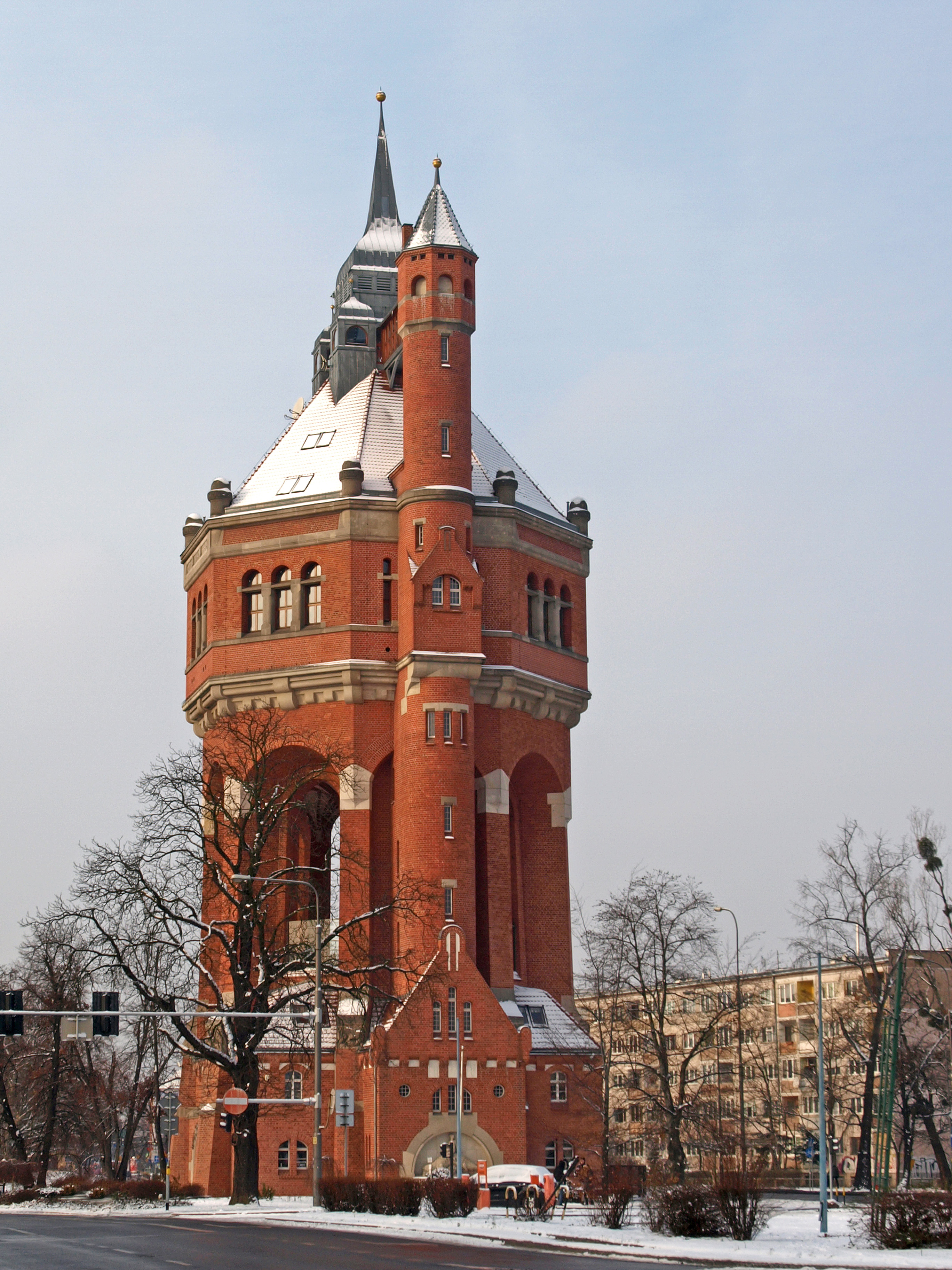
Wasserturm

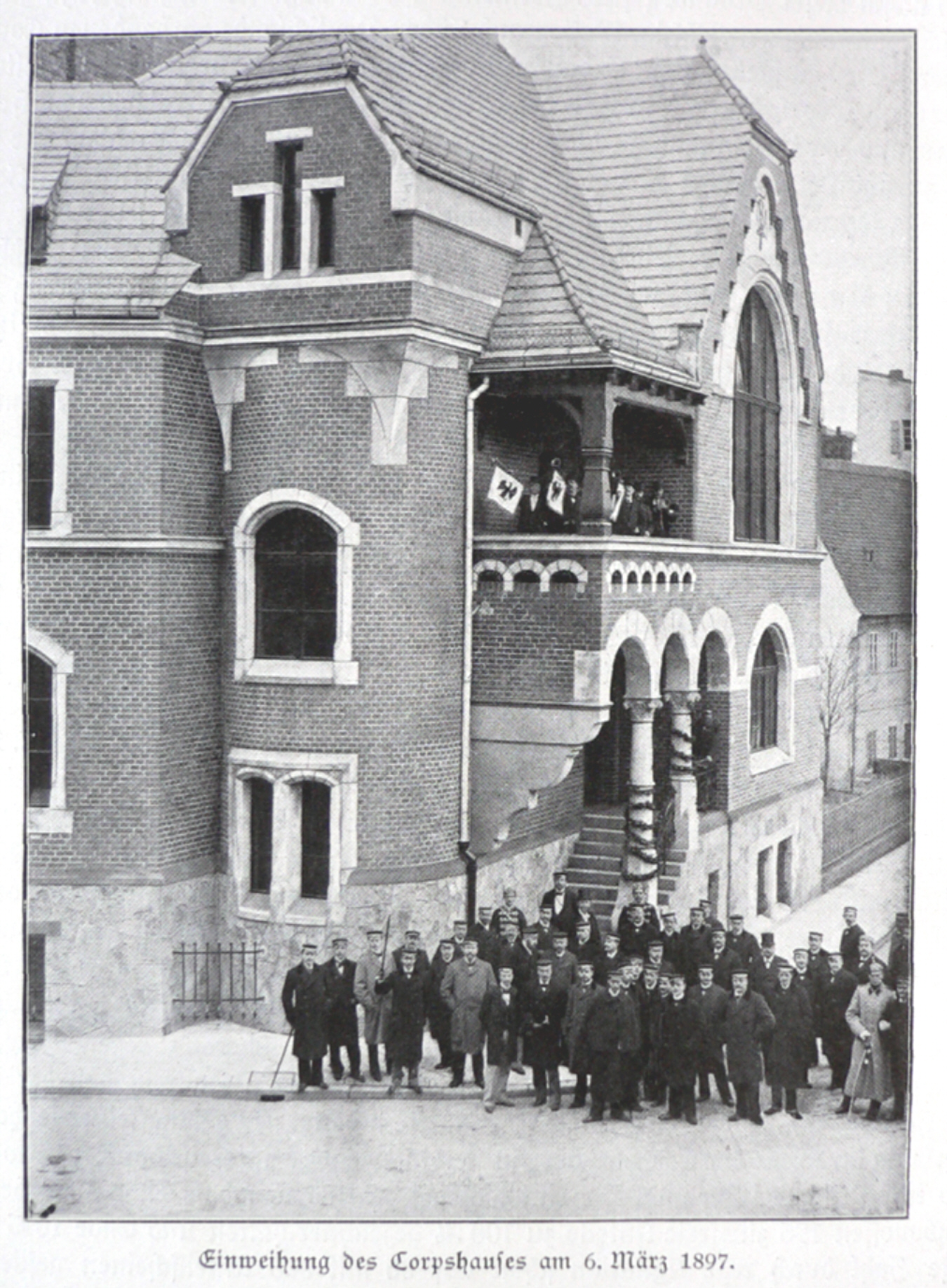
Corpshaus des Corps Borussia zu Breslau, Einweihung am 6. März 1897

- 1884–1891: Beteiligung am Umbau des Breslauer Rathauses (unter der Leitung von Carl Johann Lüdecke)
- 1890–1891: Krankenhausbauten an der ul. Rydygiera (mit Richard Plüddemann)
- 1891–1893: Volksschule Kanonenhof (jetzt IX. Allgemeinbildendes Lyzeum, ulica Piotra Skargi; mit Richard Plüddemann)
- 1895–1897: Gröschelbrücke (poln. most Osobowicki) (mit Richard Plüddemann, Statik von Alfred von Scholtz)
- 1895–1897: Passbrücke (poln. most Zwierzyniecki; mit Richard Plüddemann, Statik von Alfred von Scholtz und Alfred Frühwirth)
- 1896–1897: Corpshaus des Corps Borussia zu Breslau, Neue Gasse 6 (heute ul. Nowa 6) (Ausführung durch Ratsmaurermeister Heinrich Simon; eingeschossig mit Villencharakter, mit Festsaal und Gesellschaftsräumen, alle Räume vertäfelt; 1910 Aufstockung um ein Geschoss zu einem stattlichen Bau, ebenfalls nach Plänen von Karl Klimm, 1939 Einziehen einer Decke im Festsaal und von Wänden in den Gesellschaftsräumen zur Schaffung von Wohnraum nach Plänen von Lothar Neumann.[2][3][4]
- 1897: Lagerhäuser am Stadthafen (mit Richard Plüddemann)
- 1898–1899: Restaurant für den Brauereibesitzer Georg Haase im Südpark (nicht erhalten)
- 1899–1901: Gebäude der Maschinenbauschule und der Baugewerkschule am Lehmdamm (heute Fakultät für Architektur und Institutsgebäude der Technischen Universität Breslau, ulica Bolesława Prusa; Planung 1899–1901, Ausführung 1903–1904, mit Richard Plüddemann)
- 1902: Kaiser-Wilhelm-Aussichtsturm auf der Schwedenschanze in Oswitz (1945 gesprengt)
- 1903: St.-Elisabet-Gymnasium an der Arletiusstraße (heute Institut für Psychologie und Pädagogik, unter der Leitung von Richard Plüddemann)
- 1904–1905: Wasserturm in der Südvorstadt (Kleinburg / Borek)
- 1904–1905: Werderbrücke Süd

### An anderen Orten
- 1895: Restaurant auf der Handwerksausstellung in Posen
- 1907–1908: Bergbaude des Zobtengebirgsvereins am Zobtenberg
- 1913–1915: Kaiser-Friedrich-Gedächtniskirche in Bad Altheide[5]